# Pandalina
Pandalina is een geslacht van kreeftachtigen uit de klasse van de Malacostraca (hogere kreeftachtigen).

## Soorten
- Pandalina brevirostris (Rathke, 1843)
- Pandalina modesta (Spence Bate, 1888)
- Pandalina nana Burukovsky, 1990
- Pandalina profunda Holthuis, 1946
- Pandalina spinicauda Komai & Chan, 2010